# 准噶尔铁线莲
准噶尔铁线莲（学名：Clematis songarica），为毛茛科铁线莲属下的一个种。种加名 songarica  意为“准噶尔的”。